# Begonia sutherlandii
Espèce
Synonymes
- Begonia buttonii Irmsch.[2] [1]
- Begonia dissecta Irmsch.[2] [1]
- Begonia flava Marais[2] [1]
- Begonia gueinziana (A.DC.) Irmsch.[2] [1]
- Begonia suffruticosa var. gueinziana A.DC.[1]
- Begonia suffruticosa A.DC.[2]
- Begonia sutherlandii (Irmsch.) Kupicha[2]
- Begonia sutherlandii Irmsch.[2]

Begonia sutherlandii est une espèce de plantes de la famille des Begoniaceae. Ce bégonia est originaire d'Afrique. L'espèce fait partie de la section Augustia. Elle a été décrite en 1868 par Joseph Dalton Hooker (1817-1911). L'épithète spécifique sutherlandii signifie « de Sutherland », en hommage au Dr Peter Cormac Sutherland (en) (1822-1900), un écossais en poste à Natal qui a occasionnellement récolté pour les jadins botaniques de Kew, notamment les plants originels de cette espèce,.

## Description

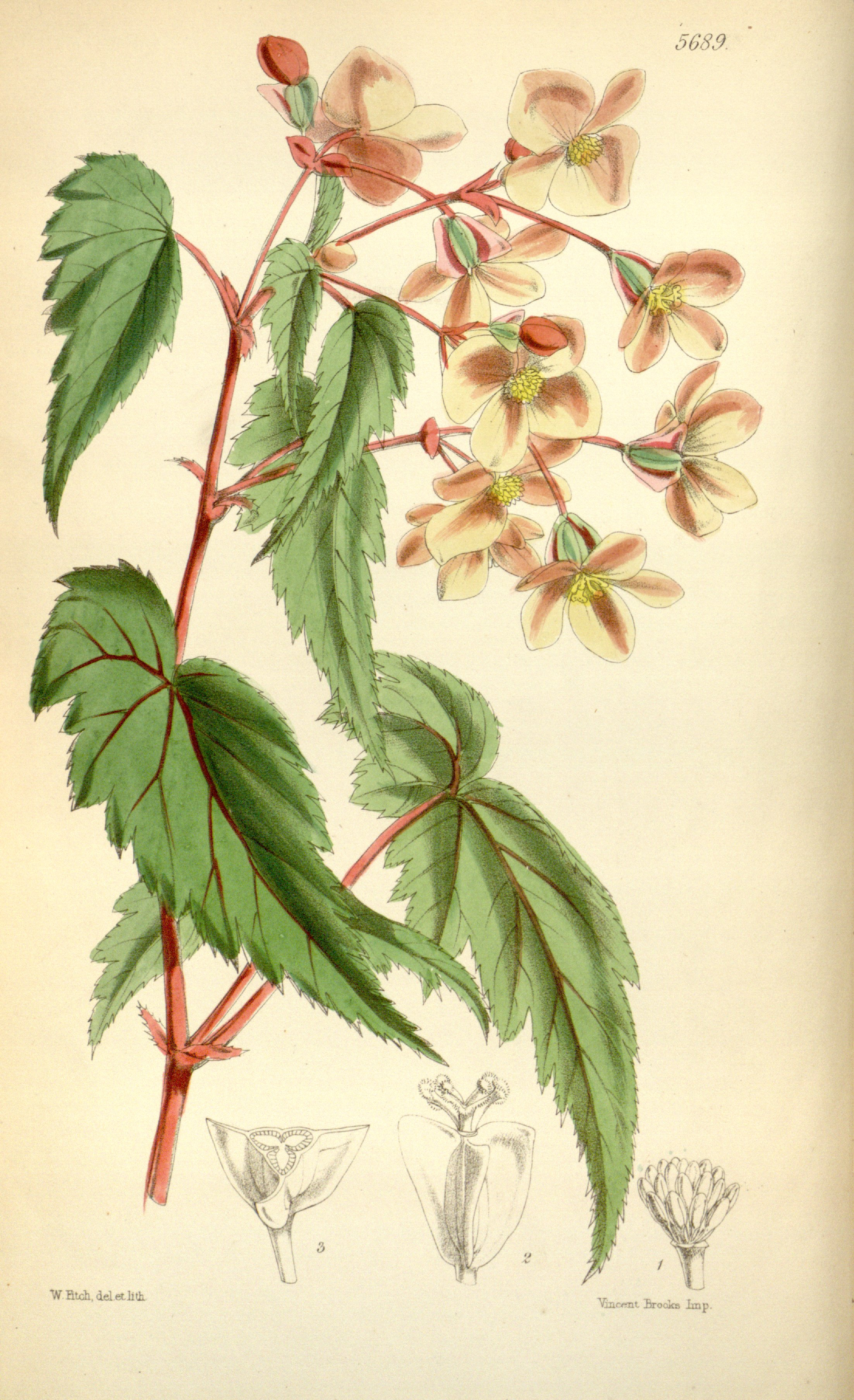
Planche botanique de 1868
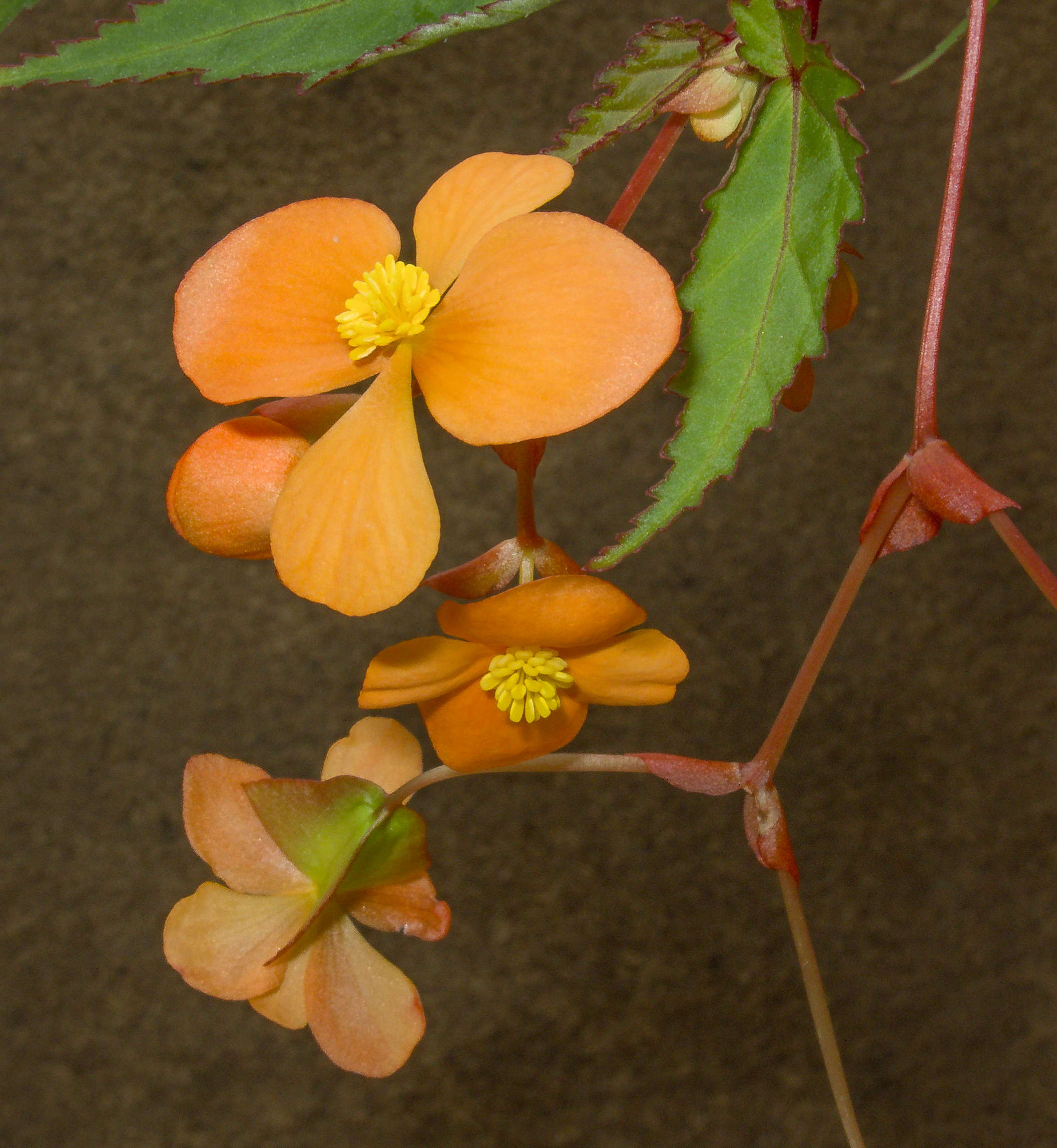
Floraison, spécimen cultivé
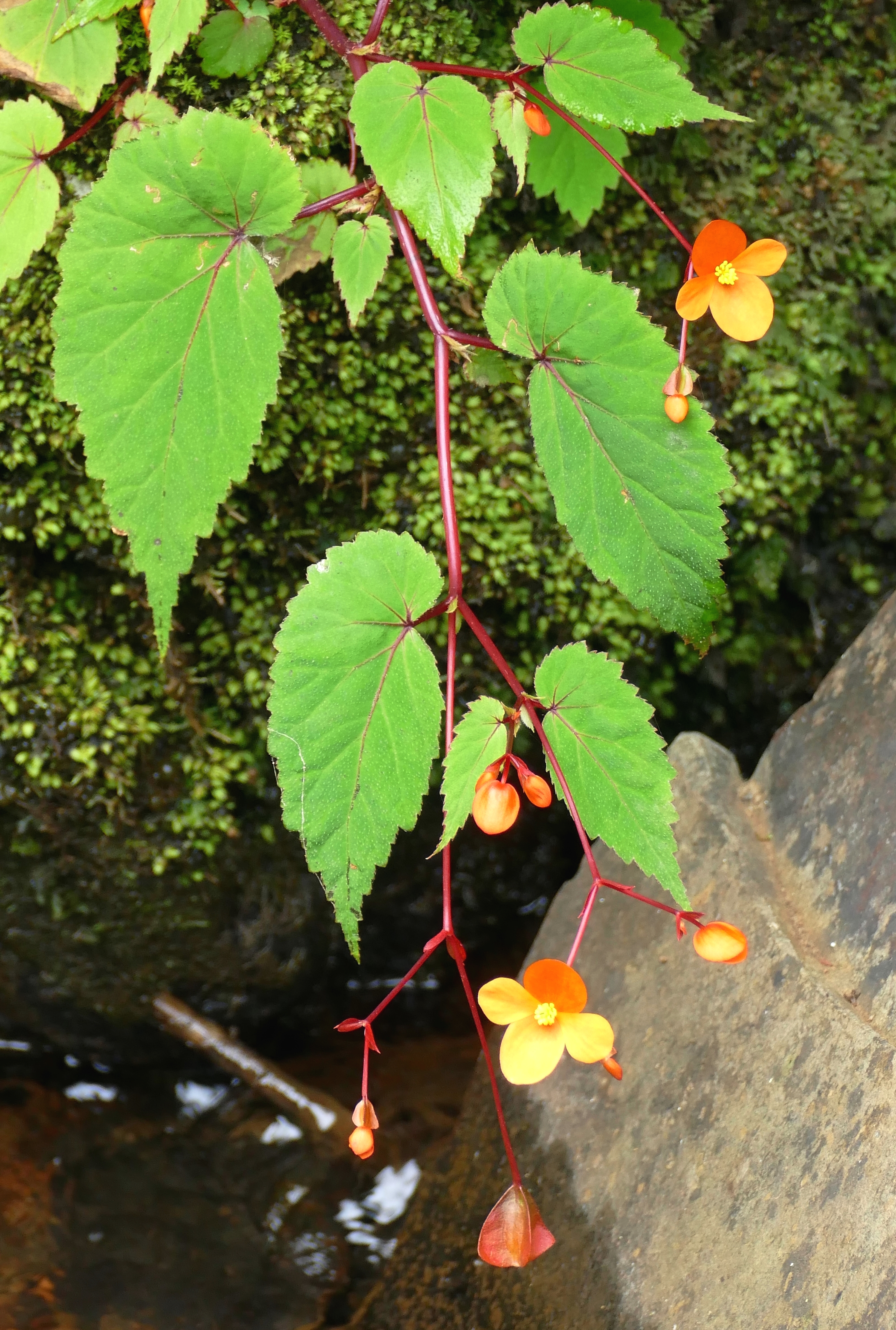
Une pousse in situ, en Afrique du Sud

## Répartition géographique
Cette espèce est originaire d'Afrique. On la trouve dans les pays suivants : Lesotho ; Malawi ; Mozambique ; Afrique du Sud ; Swaziland ; Tanzanie ; Zaïre ; Zambie ; Zimbabwe.

## Liste des variétés et sous-espèces
Selon Tropicos (23 février 2017) (Attention liste brute contenant possiblement des synonymes) :
- sous-espèce Begonia sutherlandii subsp. latior Kupicha
- sous-espèce Begonia sutherlandii subsp. sutherlandii
- variété Begonia sutherlandii var. latior Irmsch.
- variété Begonia sutherlandii var. minuscula Irmsch.
- variété Begonia sutherlandii var. rubrifolia Irmsch.
- variété Begonia sutherlandii var. subcuneata Irmsch.